# Josephine Butler

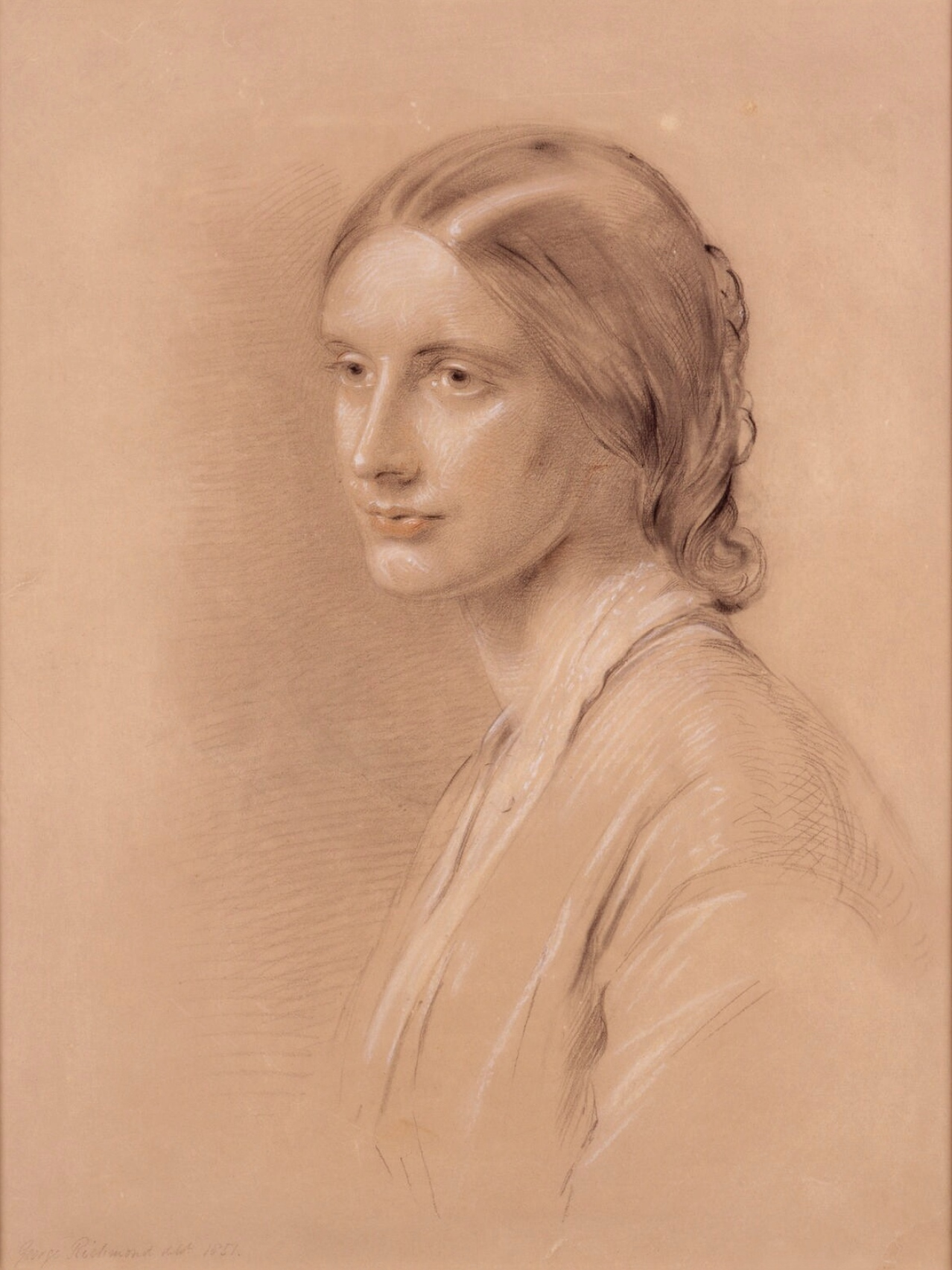
Josephine Butler nel 1851

Josephine Elizabeth Butler (Milfield, 13 aprile 1828 – Wooler, 30 dicembre 1906) è stata un'attivista, riformatrice sociale e femminista britannica durante l'età vittoriana. Sostenne la campagna per il suffragio femminile, il diritto ad un'educazione migliore per le donne e l'abolizione della prostituzione minorile.

## Biografia
Josephine crebbe in una famiglia facoltosa, progressista e attiva in politica, che la aiutò a sviluppare una forte coscienza sociale e solidi ideali religiosi. Sposò George Butler, clerico della Chiesa anglicana e insegnante. La coppia ebbe quattro figli. La morte prematura dell'ultima figlia, Eva, rappresentò un momento di svolta per Josephine, che da quel momento cominciò a dedicarsi ad attività di assistenza e di impegno sociale.
Nel 1869 prese parte alla campagna per l'abrogazione dei Contagious Diseases Acts, una serie di disposizioni volte a contenere la diffusione di malattie veneree - in particolare nell'esercito e nella marina britannica - attraverso il controllo medico forzato delle prostitute, descritto da Josephine come "stupro d'acciaio". La campagna raggiunse il successo nel 1886 con l'abrogazione delle Leggi. Josephine inoltre fu fra i fondatori dell'International Abolitionist Federation, un'organizzazione presente in tutta Europa con lo scopo di combattere legislazioni simili nel continente.
Mentre investigava sugli effetti delle leggi contro le malattie contagiose, Josephine rimase sconvolta nell'apprendere del traffico di donne, anche bambine, dall'Inghilterra verso il continente, per alimentare il mercato della prostituzione. La campagna per fermare questo commercio di vite umane portò all'allontanamento del capo della Police des Moeurs belga e al processo e arresto del vicecapo e di 12 proprietari di bordelli, coinvolti in questo giro d'affari. Josephine combatté la prostituzione minorile con l'aiuto di William Thomas Stead, editore del Pall Mall Gazette, che sconvolse l'opinione pubblica dimostrando di aver potuto comprare una ragazzina di 13 anni per 5 sterline. La protesta che ne seguì portò all'approvazione del Criminal Law Amendment Act nel 1885, che alzò l'età del consenso ai rapporti sessuali da 13 a 16 anni e contribuì a fermare la prostituzione delle bambine. La sua campagna finale si svolse nei tardi anni '90 del 1800, sempre contro i Contagious Diseases Acts, leggi che continuarono ad essere applicate nell'Impero anglo-indiano.
Josephine scrisse più di 90 libri e opuscoli durante la sua carriera, la maggior parte dei quali a supporto delle sue campagne. Inoltre scrisse la biografia del padre, del marito e di Caterina da Siena.
Il suo femminismo cristiano viene celebrato dalla Chiesa d'Inghilterra con il Lesser Festival; contengono sue immagini le vetrate della Cattedrale Anglicana di Liverpool e della St. Olave's Church nella Città di Londra. Il suo nome appare nel Reformers Memorial nel Kensal Green Cemetery, Londra, e l'Università di Durham le ha intitolato una delle sue università.
I suoi metodi di lotta cambiarono il modo in cui femministe e suffragiste condussero le loro campagne e il suo lavoro portò nello scenario politico gruppi di persone che prima non erano mai state attive. Dopo la sua morte del 1906, l'intellettuale femminista Millicent Garrett Fawcett la celebrò come "la più illustre donna inglese del diciannovesimo secolo".

### Infanzia: 1828-50
Josephine Grey nasce il 13 aprile 1828 a Milfield, Northumberland, settima dei dieci figli di Hannah (nata Annett) e John Grey, agente immobiliare ed esperto di agricoltura. Nel 1833 John viene nominato direttore del Greenwich Hospital Estates a Nilston, vicino a Corbridge, Northumberland, e vi si trasferisce con tutta la famiglia. Diviene in seguito collaboratore del cugino Lord Grey, leader del Partito Liberale, primo ministro britannico riformista, del quale sostenne il programma, comprendente l'emancipazione dei cattolici, l'abolizione della schiavitù, l'abrogazione delle Corn Laws e la riforma delle Poor Laws. Josephine viene educata in casa prima di completare il suo percorso di studi alla scuola privata Newcastle upon Tyne, che frequenta per due anni. L'impegno politico del padre ebbe un forte influsso su Josephine, così come l'insegnamento religioso che le impartì la madre. Il contesto familiare e i circoli di persone da lei frequentati contribuirono a formarle una forte coscienza sociale e una profonda fede religiosa.

Intorno all'età di diciassette anni Josephine ebbe una crisi religiosa, probabilmente provocata dalla scoperta accidentale del corpo di un suicida, durante una sua escursione a cavallo. La giovane cominciò a sentirsi disillusa dalla partecipazione settimanale in Chiesa e descrisse il vicario locale come "un uomo onesto sul pulpito...che ci insegnò con lealtà tutto ciò che sa su Dio, ma quelle parole non sono riuscite a toccare nemmeno i margini della mia anima profondamente scontenta". Come conseguenza di questa crisi, Josephine assunse una posizione critica nei confronti della Chiesa anglicana, e iniziò a rivolgersi direttamente a Dio nelle sue preghiere:
Nell'estate del 1847, al culmine del periodo della grande carestia, Josephine visitò il fratello nella Contea di Laois, Irlanda. Questa fu la prima volta che entrò in contatto con la dilagante sofferenza dei poveri, tale esperienza la colpì profondamente, tanto da essere ricordata nei suoi successivi scritti.

### Periodo iniziale da sposata: 1850-64

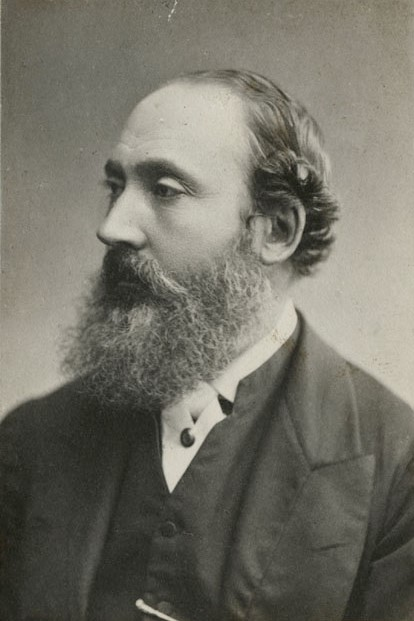
George Butler, il marito di Josephine

Nel 1850 Josephine era già molto legata a George Butler, Fellow dell'Exeter College, Oxford, incontrato a un ballo nella Contea di Durham. Dopo un fidanzamento di un anno, i due si sposano nel 1852. George era un accademico e clerico e condivideva con sua moglie un forte credo religioso, l'impegno per le riforme liberali, l'amore per la cultura italiana. Nel novembre del 1852 la coppia ha un figlio, George Grey Butler, seguito da un secondo, Arthur Stanley, nato due anni dopo.
Più tardi Josephine ricorderà Oxford come una comunità chiusa e affetta da misoginia; spesso era l'unica donna presente agli eventi sociali e doveva ascoltare piena di rabbia i discorsi sull' "accettazione di standard diversi per uomini e donne all'interno dell'università". Nell'assistere a una discussione sulla novella Ruth di Elizabeth Gaskell nella quale l'eroina viene sedotta da un uomo facoltoso e poi abbandonata, Josephine ebbe modo di scoprire che gli interlocutori uomini consideravano naturale che "il lasciarsi andare alla tentazione era di gran lunga peggiore per una donna più che per un uomo", e decise di non dare voce alle sue idee, di "parlare poco con gli uomini e molto di più con Dio". Josephine e George, volendo impegnarsi in qualche iniziativa più concreta, iniziarono ad aiutare le prostitute di Oxford invitandone alcune ad abitare nella loro casa. Una di queste era una giovane donna rinchiusa nella prigione di Newgate. La donna, sedotta da un docente universitario e poi abbandonata, aveva ucciso il suo bambino per disperazione. I coniugi Butler contattarono il governatore di Newgate e si accordarono per ospitare la donna nella loro casa alla fine del suo periodo di detenzione.
Nel 1856 la salute di Josephine iniziò a soffrire del clima umido di Oxford che danneggiò i suoi polmoni. Dopo che il suo medico la mise al corrente che rimanere a Oxford le sarebbe stato fatale, George comprò una casa a Clifton, vicino a Bristol, dove nel 1857 nacque il terzo figlio Charles. Nello stesso anno George accettò il posto di vice-direttore del College di Cheltenham e la famiglia si trasferì nei dintorni. George e Josephine continuarono a supportare le cause liberali, inclusa quella del nazionalista italiano Giuseppe Garibaldi, anche se la loro simpatia politica per l'Unione li portò all'isolamento sociale, definito da Josephine "doloroso", ma "utile".
Nel maggio del 1859 nacque Evangelina Mary. Un incidente avvenuto in casa, cinque anni dopo, ne provocò prematuramente la morte, lasciando a lungo Josephine sconvolta da questa perdita. Per molto tempo ebbe difficoltà a dormire e solo a distanza di trent'anni riuscì a scrivere di questo episodio.
Mentre ancora era in lutto per la morte della figlia, profondamente depressa e in cattiva salute, nell'ottobre del 1864 Stanley contrasse la difterite. Quando superò la fase più acuta di questa malattia, Josephine decise di andare con lui a Napoli per riposarsi e recuperare le forze. La nave su cui viaggiavano verso la costa italiana incontrò cattivo tempo, e a bordo Josephine ebbe un crollo fisico che la portò vicinissima alla morte.

### Liverpool e l'inizio del lavoro di riforma: 1866-69
Nel gennaio del 1866 George venne nominato direttore del Liverpool College of Art e la famiglia si trasferì nelle vicinanze di Dingle. Josephine cercò di affrontare il dolore per la perdita della figlia dedicandosi agli altri. Iniziò a fare visite regolari al ricovero per poveri di Brownlow Hill, un'istituzione che ospitava fino a 5.000 persone, anche in stato di detenzione. Lì trascorreva il suo tempo con le donne nelle celle, pregando o discutendo con loro sulla Bibbia.

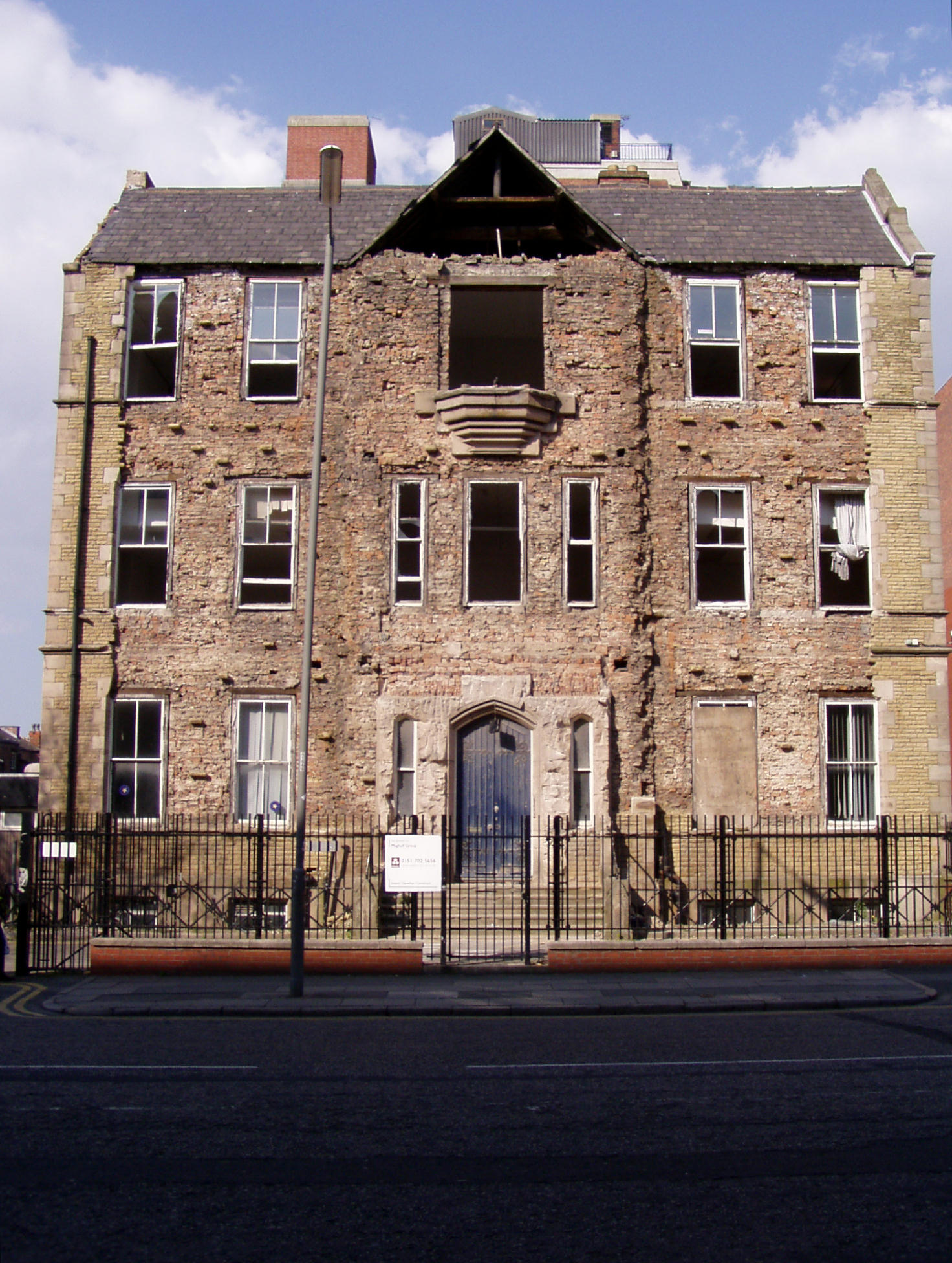
Ostello per le donne creato da Josephine. (2009, prima della sua demolizione)

Esattamente come fecero a Cheltenham, i coniugi Butler ospitarono alcune donne nella loro casa, spesso prostitute allo stadio finale di qualche malattia venerea. Grazie ai fondi del comitato per il ricovero dei poveri e a elargizioni di uomini facoltosi del luogo, Josephine riuscì ad aprire un primo ostello, al quale nel 1867 se ne aggiunse un secondo, più grande, da lei chiamato "casa industriale", in cui le donne potevano anche svolgere lavori, come il cucito o la fabbricazione di buste.
Nel contempo Josephine avviò la campagna per i diritti delle donne, inclusi il diritto di voto e quello ad una migliore educazione. Nel 1866 firmò una petizione per modificare la Reform Bills e includere le donne nel diritto di voto. La petizione, sostenuta dal membro del Parlamento e filosofo John Stuart Mill, venne però ignorata e la proposta di riforma elettorale che escludeva il diritto di voto alle donne divenne legge.
Josephine considerava gli ostelli creati a Liverpool come una soluzione temporanea, ritenendo che se le donne non avessero avuto la possibilità di ricevere una migliore educazione e formazione, non avrebbero potuto trovare un impiego e rendersi indipendenti. Nel 1867 con la suffragista Anne Clough, creò il North of England Council for Promoting the Higher Education of Women, che puntava ad innalzare lo status di governanti e insegnanti a quello di una professione, e ne assunse la presidenza fino al 1873. Organizzò una serie di conferenze, inizialmente nelle città del Nord dell'Inghilterra, con James Stuart, Fellow del Trinity College (Cambridge), a cui parteciparono circa trecento donne. Nel 1868 pubblicò The Education and Employment of Women, il suo primo opuscolo, in cui si batté per l'accesso a un'istruzione superiore e una serie più ampia di professioni per le donne. A questa sarebbero seguite circa 90 altre opere, tra libri e opuscoli. Nel maggio dello stesso anno presentò al senato accademico dell'Università di Cambridge una petizione per far accedere agli esami le donne: l'anno seguente, grazie al suo impegno e a quello di Anne Clough, venne introdotta la "Cambridge Higher Examination for Women".
A quel tempo la legge britannica in materia di matrimonio era basata sulla dottrina legale della Couverture, secondo la quale la personalità giuridica di una donna veniva sospesa al momento del suo matrimonio: moglie e marito venivano riconosciuti legalmente come una sola persona e alla donna non rimaneva quasi nessun diritto personale. Tutte le proprietà della moglie passavano al marito, e le procedure di divorzio avviate da una donna risultavano molto difficili e complicate. Nell'aprile del 1868 Josephine e la sua amica suffragista Elizabeth Wolstenholme diventarono segretarie congiunte del Married Women's Property Committee per fare pressioni sul Parlamento per cambiare la legge. Josephine rimase nel comitato fino al successo della campagna, che si concluse con l'approvazione del Married Women's Property Act nel 1882.

### Primi tentativi di abrogazione delle Leggi sulle Malattie Contagiose: 1869-74
Le Contagious Diseases Acts (Leggi sulle malattie contagiose) erano state approvate dal Parlamento britannico e introdotte nel 1864, 1866 e 1869 per regolamentare la prostituzione e tentare di arginare il propagarsi di malattie veneree, in particolare nella British Army e nella Royal Navy. Esse autorizzavano la polizia a detenere in alcune specifiche aree le donne considerate prostitute, sulla base del parere degli agenti Se erano affette da una malattia sessualmente trasmissibile, venivano rinchiuse in un ospedale finché la malattia non veniva curata; se si rifiutavano di venire esaminate e portate in ospedale, potevano essere arrestate e costrette ai lavori forzati.

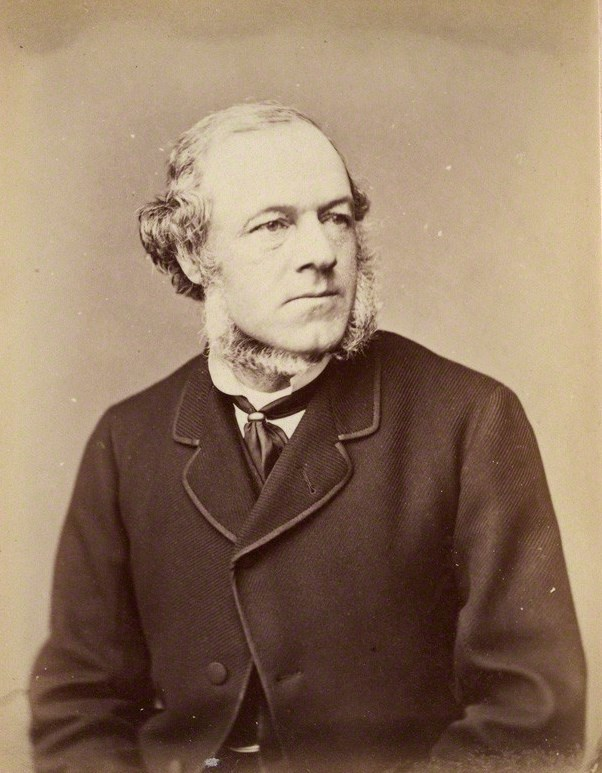
Il Segretario di Stato Henry Bruce, responsabile della Royal Commission che nel 1871 esaminò i Contagious Diseases Acts

Unità di poliziotti in borghese si specializzarono nell'arresto di sospette prostitute. Gli ufficiali di polizia venivano odiati per lo scarso rispetto dei diritti legali, e per l'eccessivo e indiscriminato controllo, le violenze e le molestie nei confronti delle prostitute e delle donne di umile estrazione sociale che cadevano spesso nelle retate, anche se del tutto estranee. Le sospettate venivano obbligate a sottoporsi ad un'umiliante visita ginecologica: chi rifiutava veniva gettata in prigione, perdendo il buon nome e la reputazione. Secondo la storica Hilary Cashman, "le leggi ebbero il risultato di portarle verso la prostituzione, sbarrando loro l'accesso ad attività più rispettabili". Judith Walkowitz ha inoltre sottolineato come i Contagious Diseases Acts sancissero "due pesi e due misure per la morale sessuale": per gli uomini che frequentavano le prostitute non era imposta alcuna visita medica, e inoltre, mentre il ricorso da parte degli uomini a "donne di facili costumi" era ampiamente giustificato, venivano moralmente condannate le donne che avevano le stesse abitudini degli uomini.
Nel 1869 venne fondata la National Association for the Repeal of the Contagious Diseases Acts, che però escludeva la partecipazione delle donne. In risposta a questo, Elizabeth Wolstenholme e Josephine crearono la Ladies National Association for the Repeal of the Contagious Diseases Acts (LNA) alla fine dello stesso anno. L'organizzazione pubblicò il "Ladies Manifesto", nel quale denunciava la discriminazione di genere e di classe sostenuta nelle Leggi. Il 31 dicembre 1869 la LNA pubblicò una dichiarazione nel The Daily News, nella quale lo scopo dell'Associazione era indicato nell' "ottenimento dell'abrogazione delle sgradevoli Leggi". Tra le 124 firme si trovano anche quella della teorica sociale Harriet Martineau e della riformista sociale Florence Nightingale.
Nel 1870 Josephine intraprese un tour dell'Inghilterra, viaggiando per 3.700 miglia e partecipando a 99 incontri. Si concentrò in particolare sui padri di famiglia appartenenti alla classe operaia, fra i quali crebbe l'indignazione per il trattamento dell'ispezione forzata a cui erano sottoposte le donne, chiamata da Josephine lo "stupro d'acciaio". Riuscì a convincere molti dei partecipanti ai suoi incontri, ma dovette affrontare anche una forte opposizione, che in alcuni casi la mise fisicamente in pericolo. Ad uno degli incontri alcuni sfruttatori di prostitute le tirarono sterco di mucca; in un'altra occasione vennero rotte le finestre dell'hotel in cui risiedeva, e poco più tardi, alcune persone minacciarono di dare fuoco all'edificio in cui si stava tenendo l'incontro.

Alle elezioni parlamentari di Colchester, l'LNA scelse un candidato in opposizione a Sir Henry Stocks, rappresentante del Partito Liberale, sostenitore delle Leggi e attuatore di un regime simile a Malta durante il suo comando della British Army. Josephine partecipò a numerosi incontri durante la campagna, e in uno di questi venne inseguita da un gruppo di proprietari di bordelli. La presenza del candidato dell'LNA divise il Partito Liberale e permise al Partito Conservatore di vincere una poltrona in Parlamento. A causa della sconfitta di Stork alle elezioni, il Segretario di Stato per gli affari interni del Regno Unito, Henry Bruce, annunciò che la Royal Commission avrebbe esaminato la situazione. Un membro del Parlamento disse a Josephine: 
La commissione iniziò a lavorare agli inizi di gennaio 1871 e raccolse prove per sei mesi. Dopo la testimonianza di Josephine del 18 marzo, un membro della commissione Liberale, Peter Rylands, affermò: "Non sono abituato alla fraseologia religiosa, ma non posso darvi un'idea della situazione se non dicendo che lo spirito di Dio era lì". Ciò nonostante, il rapporto della commissione difese la natura unilaterale della legislazione affermando: "Non si deve fare un confronto tra le prostitute e gli uomini che le frequentano. Per un sesso l'offesa è una fonte di guadagno, per l'altro è un indulgere agli istinti naturali". Il rapporto inoltre mostrò come la salute sessuale degli uomini, nelle 18 aree dove erano effettive le Leggi, fosse migliorata. Riguardo all'ispezione fisica obbligatoria, la commissione venne influenzata dalla descrizione dello "stupro d'acciaio" e suggerì che dovesse essere volontaria e non forzata. La commissione ascoltò inoltre le testimonianze di numerose prostitute di 12 anni e raccomandò che l'età del consenso sessuale venisse innalzata da 12 a 14 anni. Henry Bruce attese sei mesi prima di rendere effettive le raccomandazioni della commissione. Nel febbraio 1872 avanzò delle proposte di legge, ma ne ampliò il raggio d'azione da 18 centri militari a tutto il Regno Unito.

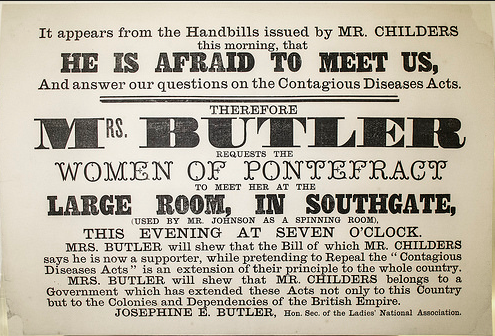
Avviso di un incontro con Josephine Butler durante l'elezione di Pontefract (1872)

Anche se la linea adottata dall'LNA era inizialmente quella di accettare alcune delle clausole del disegno di legge e tentare di cambiarne altre, Josephine lo rifiutò integralmente e pubblicò "The New Era", un opuscolo di 56 pagine poi ripubblicato nel "The Shield", nel quale attaccava la legislazione. Tale iniziativa rappresentò la prima scissione all'interno del movimento per l'abrogazione delle Leggi e provocò l'allontanamento di molti sostenitori. La proposta di legge, a seguito della diffusa opposizione incontrata in Parlamento, venne ritirata.

Due mesi dopo, un'elezione ministeriale a Pontefract diede all'LNA l'opportunità di intraprendere nuove azioni. Durante un incontro dell'LNA cui partecipava Josephine, gli oppositori sparsero peperoncino piccante sul pavimento, rendendo per lei difficoltoso tenere il discorso. Dopo che la stanza venne pulita, gli stessi oppositori incendiarono delle balle di fieno nel locale sottostante, riempiendo di fumo la stanza. Due membri della Polizia Metropolitana - appositamente sul luogo per le elezioni - osservarono gli eventi senza intervenire. Anche se il candidato Liberale, Hugh Childers, venne rieletto, si registrò un alto numero di astensioni, e i voti scesero da circa 2.000 a 150. Nel dicembre del 1872, durante la sua visita al college di Liverpool, Josephine incontrò il Primo ministro, William Ewart Gladstone. Pur favorevole agli obiettivi dell'LNA, egli si era dimostrato politicamente incapace di sostenere pubblicamente questa organizzazione, e aveva appoggiato la legge di Bruce.

### La pressione europea e la tratta delle bianche: 1874-80

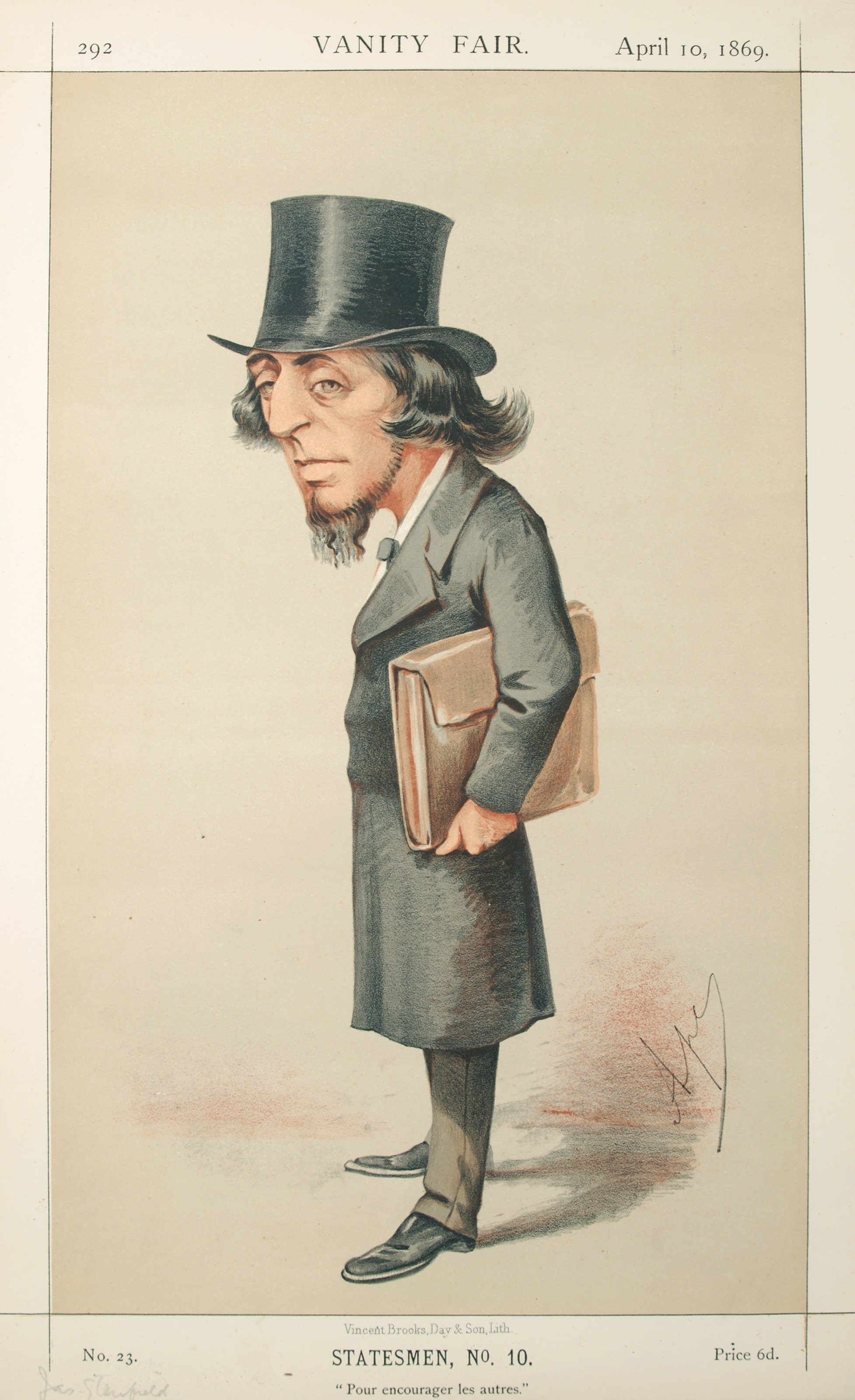
James Stansfeld, il primo Segretario generale della Federazione Internazionale abolizionista, in una caricatura su Vanity Fair, 1869

La caduta del governo liberale nel 1874 e l'insediamento dell'amministrazione conservatrice di Benjamin Disraeli, portarono la campagna per l'abrogazione delle Leggi ad una situazione di stallo. Josephine chiamò questo periodo "anno di sconforto", durante il quale il suo lavoro quasi si fermò. Anche se l'LNA continuò a fare pressioni per convincere i liberali, l'opposizione alle Leggi sulle Malattie Contagiose si mantenne piuttosto sottotono e il governo continuò implacabilmente a sostenere le misure esistenti.
Ad un incontro del settore regionale dell'LNA, una delle discussioni riguardava la legislazione in Europa; la conclusione fu quella di mettersi in contatto con organizzazioni simili all'LNA sul continente. All'inizio del dicembre del 1874, Josephine partì per Parigi per un tour che avrebbe toccato Francia, Italia e Svizzera, durante il quale incontrò i gruppi di sostenitori locali e le autorità civili. Il supporto da parte dei gruppi di femministe locali fu forte, ma altrettanto determinata era l'opposizione sostenuta dalle autorità.
Tornata in Inghilterra nel febbraio 1875, come risultato di questa esperienza fondò la British and Continental Federation for the Abolition of Prostitution (più tardi rinominata International Abolitionist Federation), un'organizzazione che si opponeva alla regolamentazione statale della prostituzione e richiedeva "l'abolizione della schiavitù femminile e la promozione della moralità pubblica tra gli uomini". Il parlamentare liberale James Stansfeld che sperava nell'abrogazione delle Leggi, divenne il primo segretario generale dell'organizzazione; Josephine e il suo amico Henry Wilson, un altro parlamentare liberale, assunsero la carica di segretari.
Nel 1878 Josephine scrisse la biografia di Caterina da Siena, che Glen Petrie - il suo biografo - considera la sua opera migliore; Walkowitz ritiene che questo lavoro abbia fornito una giustificazione storica del suo attivismo politico.
Nel 1879 Josephine apprese del commercio di schiavi, giovani donne e bambini, che si svolgeva dall'Inghilterra all'Europa continentale, favorito dalla legge che consentiva alle giovani di prostituirsi fin dall'età di 13 anni. Nel maggio del 1880, Josephine divenne attiva nella campagna contro il traffico di vite umane e scrisse nel The Shield dell'esistenza di case ufficiali di prostituzione a Bruxelles "affollate di ragazze minorenni"; denunciò che in una di queste si trovavano "bambine e ragazze inglesi dai 12 ai 15 anni di età [...] rapite, tradite e prese con qualsiasi inganno dai villaggi inglesi e poi vendute a questi macelli umani". Visitò Bruxelles, incontrò il sindaco e gli assessori locali e formulò accuse contro il capo della polizia belga e il suo vice per il loro coinvolgimento nel commercio. Dopo l'incontro, Josephine venne contattata da un detective che confermò la collusione fra i membri più alti della polizia e i gestori dei bordelli. Tornata a casa, inviò al Segretario di Stato per gli Affari Interni una deposizione contenente anche una copia dell'indagine dell'investigatore. A seguito dell'indagine, il capo della Polizia Belga fu rimosso dall'incarico e 12 proprietari di bordelli vennero arrestati per il loro coinvolgimento nel traffico di prostitute

### Secondo tentativo di abrogazione delle Leggi sulle Malattie Contagiose: 1880-85

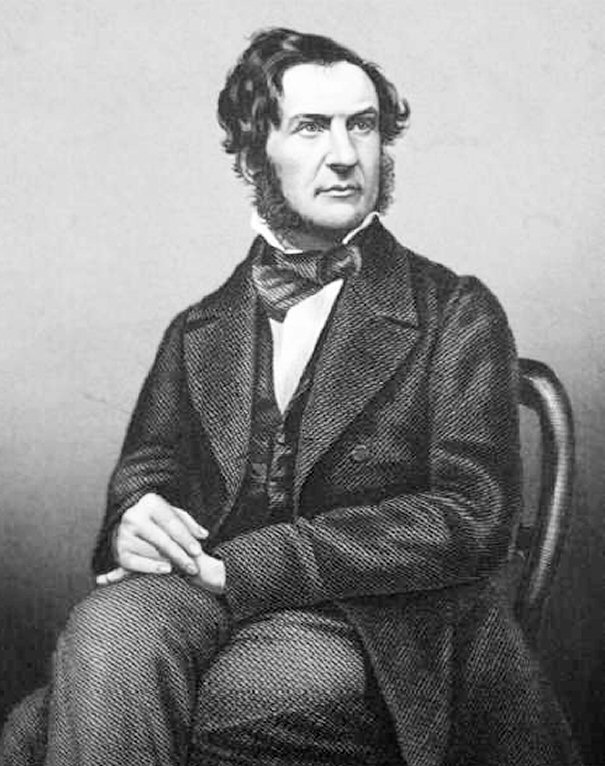
William Ewart Gladstone (1809-1898). Liberale, dal 1868 al 1894 fu quattro volte Primo ministro del Regno Unito.

Nelle elezioni generali del 1880 Benjamin Disraeli venne battuto dal liberale William Ewart Gladstone, e al nuovo governo prese parte un'alta percentuale di parlamentari che volevano abrogare le Leggi. Come Primo Ministro, Gladstone aveva il potere di nominare i candidati all'interno della Chiesa e, nel giugno del 1882 offrì al marito di Josephine, George Butler, il posto di canonico della Cattedrale di Winchester. George aveva pensato di andare in pensione, ma sia lui che Josephine erano preoccupati per le loro finanze, avendo speso molto dei loro averi nel sostegno all'LNA e ad altre cause. George quindi accettò l'incarico e la coppia si trasferì in una residenza loro concessa a fianco alla cattedrale, nelle cui vicinanze Josephine aprì un altro ostello per donne.
La pressione politica da parte dei parlamentari liberali, in particolare Joseph Chamberlain e Charles Hopwood, portò ad una crescente opposizione alle Leggi. Nel febbraio del 1883, Hopwood presentò una risoluzione, approvata dalla maggioranza del Parlamento, nella quale veniva chiesta la cessazione della pratica di "ispezione forzata delle donne come stabilita dalle Leggi sulle Malattie Contagiose". Tre anni dopo le Leggi vennero formalmente abrogate.

### La prostituzione minorile e il caso Eliza Armstrong: 1885-87
Nel 1885 Josephine incontrò Florence Soper Booth, la nuora del fondatore dell'Esercito della Salvezza, e con lei riprese la campagna contro la prostituzione minorile in Gran Bretagna, riuscendo a convincere William Thomas Stead, editore del Pall Mall Gazette, a dare il suo sostegno a questa causa.

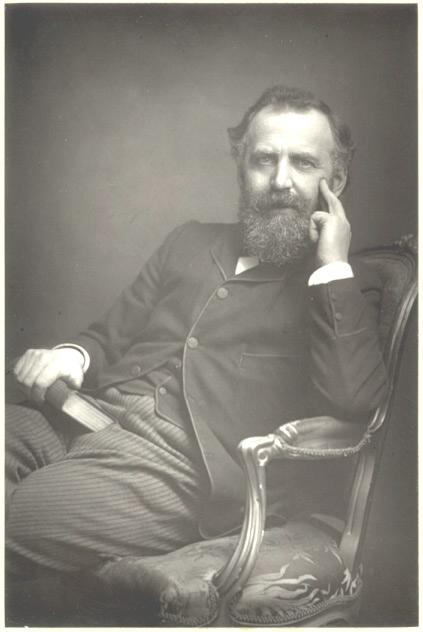
W. T. Stead (1881), giornalista del Pall Mall Gazette, alleato di Josephine nella causa contro la prostituzione minorile.

Stead ritenne che il modo migliore per provare l'esistenza della compravendita di giovani ragazze a Londra fosse quello di dimostrare, nella pratica, la facilità con cui si poteva comprare una giovane donna, e avviarla con l'inganno alla prostituzione senza andare incontro ad alcuna conseguenza. Josephine lo presentò ad un'ex-prostituta e proprietaria di un bordello che ora viveva nel suo ostello. Il 3 giugno 1885, in un ghetto di Marylebone, Stead comprò la tredicenne Eliza Armstrong dai suoi genitori, fece certificare la sua verginità da un'ostetrica, e la portò in un bordello, dove, dopo averla drogata, finse di approfittare di lei. Eliza venne in seguito trasferita in Francia e affidata alle cure dell'Esercito della salvezza.

Un mese dopo Stead iniziò a pubblicare una serie di articoli sul Pall Mall Gazette, dal titolo "The Maiden Tribute of Modern Babylon", nei quali denunciò, con interviste e casi concreti, la piaga della prostituzione minorile a Londra, e le violazioni di legge costantemente commesse nell'attività di vendita, acquisto e violazione di donne bambine, spesso rapite e trasferite in bordelli all'estero per soddisfare le numerose richieste dei clienti. Nel primo articolo, che occupò ben sei pagine del giornale, Stead riportò una conversazione avuta con Howard Vincent, il capo del Dipartimento di Investigazione Criminale:
In uno di questi articoli Stead, che definì se stesso un "investigatore", raccontò la storia dell'acquisto di Eliza, omettendo il ruolo avuto nella vicenda. Gli articoli ebbero un'enorme diffusione: furono vendute oltre un milione di copie. Per le loro rivelazioni, ma soprattutto per il loro contenuto esplicito, poco consono allo stile austero e compassato dell'età vittoriana (Stead sarà accusato di oscenità), sollevarono un'indignazione generale, scatenando un'ondata di proteste volte alla revisione della legge esistente. La Criminal Law Amendment Act divenne legge il 6 agosto 1885: essa innalzò l'età del consenso a rapporti sessuali da 13 a 16 anni, definì le sanzioni per i reati sessuali contro le donne e i minori, rafforzò la legislazione esistente contro la prostituzione introducendo pene per i proprietari delle case in cui veniva svolto commercio sessuale con minori, e introdusse il reato di rapimento di ragazze sotto i 18 anni per scopi carnali.
L'attenzione della polizia, il malumore fra i deputati contrari alla revisione della legge e le indagini di giornali rivali come il Times, portarono a riesaminare il caso dell'acquisto di Elizabeth, svelando il ruolo svolto da Staed. Josephine, partita con il marito per una vacanza in Svizzera e Francia, fu costretta a ritornare in patria per un interrogatorio. Anche se riuscì ad evitare tutte le sanzioni, Stead venne imprigionato per tre mesi.
A seguito dell'approvazione della Criminal Law Amendment Act, nacquero molte società volte a promuovere la "purezza sociale", come la White Cross Army, il cui scopo era quella di far chiudere i bordelli. Queste società estesero il loro obbiettivo all'eliminazione della "letteratura indecente", comprendendo in questa categoria le informazioni sul controllo delle nascite e le varie forme di intrattenimento musicale. Josephine mise in guardia contro queste società che sulla base del proprio credo intendevano "obbligare gli esseri umani alla morale con la forza, pensando in questo modo di promuovere la moralità della società". I suoi avvertimenti vennero però ignorati dalle altre suffragiste e alcune, come Millicent Garrett Fawcett, continuarono a conciliare le loro attività nel movimento femminista con quella nelle società per la moralità.

### L'India, l'Impero e gli ultimi anni: 1897-1906
Anche se le Leggi sulle malattie contagiose erano state abrogate nel Regno Unito, una legislazione equivalente era ancora attiva nell'Impero anglo-indiano, dove le prostitute che vivevano a pochi passi dagli acquartieramenti inglesi erano sottoposte a regolari ispezioni forzate. Josephine iniziò una nuova campagna per l'abrogazione di queste disposizioni, comparando le ragazze a delle schiave. La campagna fece pressione sui Ministri e nel giugno del 1888 la Camera dei comuni abrogò all'unanimità la legislazione e diede ordine al Governo Indiano di cancellare le Leggi. Per aggirare questi ordini, l'Indian Office suggerì al Governatore d'India di promuovere una nuova legislazione che prevedeva che le prostitute sospettate di soffrire di una malattia contagiosa venissero esaminate o espulse dall'acquartieramento.
Verso la fine degli anni 80 dell'Ottocento, la salute di George iniziò a peggiorare e Josephine trascorse molto del suo tempo prendendosi cura di lui. Nel 1889 la coppia si recò in vacanza a Napoli, ma George fu vittima della pandemia di influenza che in quell'anno causò oltre un milione di vittime in tutto il mondo. Morì, dopo il ritorno in Inghilterra, il 14 marzo 1890. All'indomani della sua morte, Jospehine sospese le sue campagne, lasciò Winchester e si trasferì a Wimbledon per vivere con il maggiore dei suoi figli e sua moglie.
All'età di 62 anni ritenne di essere troppo vecchia per mettersi in viaggio verso l'India, cosicché due delle sue sostenitrici americane vi andarono al posto suo e in quattro mesi realizzarono un dossier dimostrando che continuavano ad esistere gli ospedali per affetti da malattie veneree, le ispezioni forzate e l'uso di giovani prostitute, anche dell'età di 11 anni. La campagna in Inghilterra riprese nuovo vigore e Josephine intervenne in numerosi incontri, pubblicò degli opuscoli e scrisse ai missionari in India.

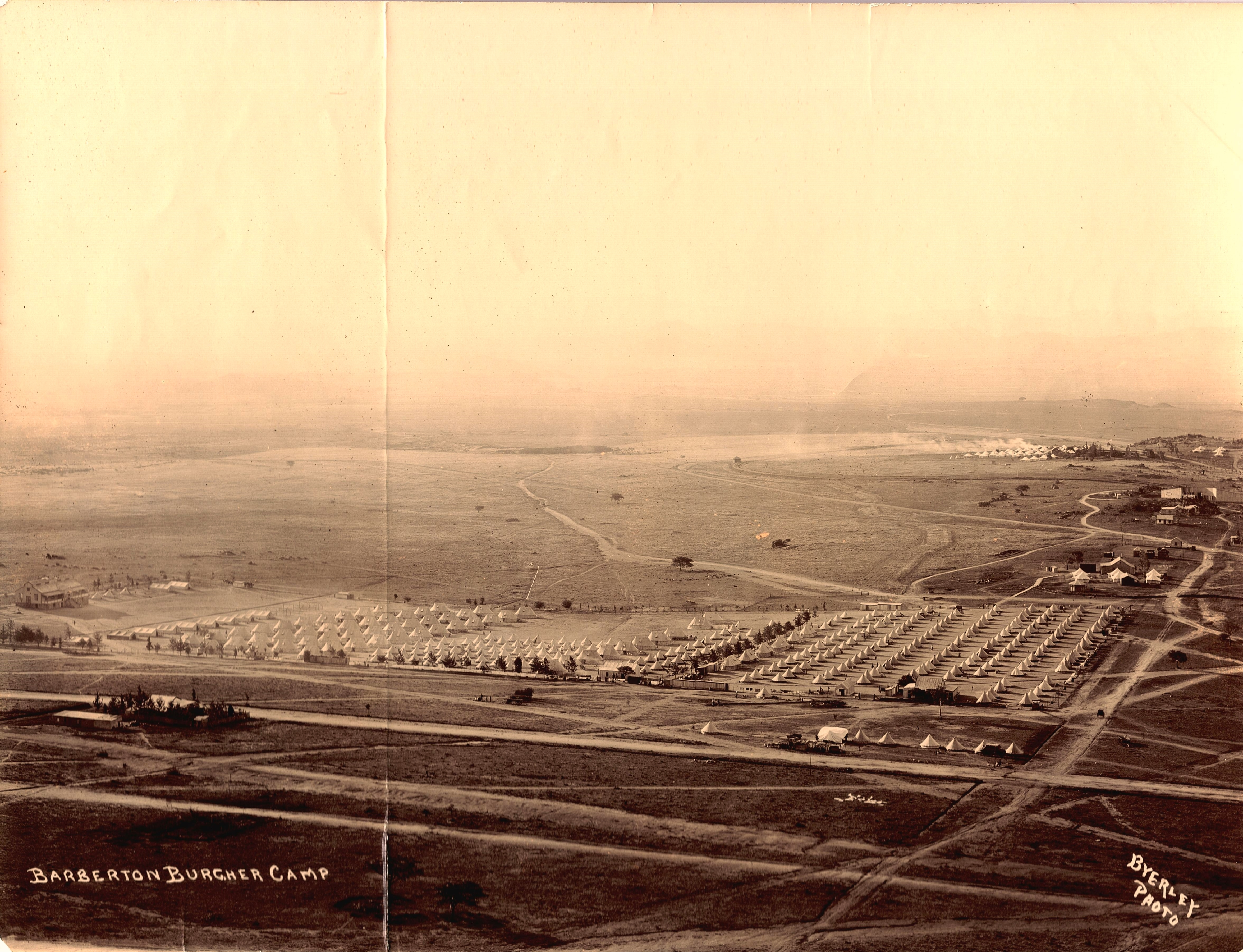
Seconda guerra boera. Campo di concentramento di Barberton, 1901

Anche se molti suoi amici o sostenitori di cause comuni si espressero contro la politica imperiale britannica, Josephine non lo fece. Scrisse che "con tutti gli sforzi fatti per rendere la schiavitù illegale, anche se ha tutte le sue colpe, vedendo la situazione dal punto di vista di Dio, l'Inghilterra è la migliore e la meno colpevole delle nazioni". Durante la Seconda Guerra Boera (1899-1902), Josephine pubblicò "Native Races and The War" (1900), in cui sostenne l'azione britannica e la sua politica imperialistica. Nel libro prese posizione contro il razzismo dei suoi compatrioti nel relazionarsi con gli stranieri, scrivendo:
Dal 1901 iniziò il suo ritiro dalla vita pubblica; si dimise dalle posizioni occupate, scegliendo di trascorrere sempre più tempo con la famiglia. Nel 1903 si trasferì a Wooler, Northumberland, per vivere vicino al figlio maggiore.
Il 30 dicembre 1906 morì a Wooler, in casa e fu sepolta nel vicino villaggio di Kirknewton.

## Approccio, analisi e eredità
Nel 1907 il nome di Josephine Butler venne aggiunto al Memoriale dei Riformatori nel Kensal Green Cemetery di Londra, eretto per "quelli che hanno sfidato e si sono opposti alle tradizioni per il bene e la coscienza pubbliche". È celebrata nella Chiesa anglicana con un Lesser Festival il 30 maggio ed è rappresentata in una delle vetrate della Chiesa Anglicana di Liverpool e nella Chiesa di St. Olave a Londra. Un edificio nella Facoltà di Economia e Legge dell'Università John Moores di Liverpool è stato chiamato "Josephine Butler House".

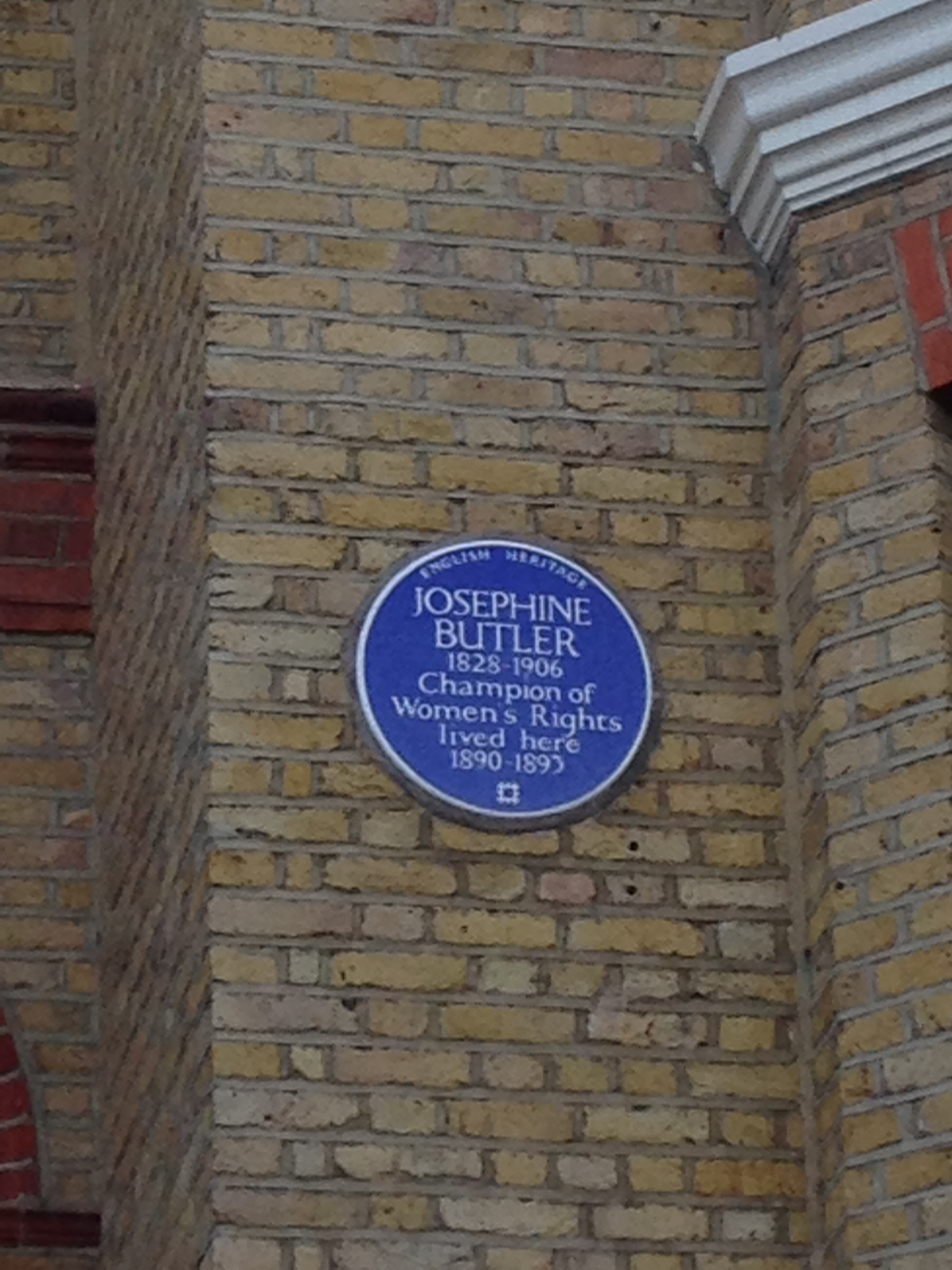
Casa natale di Josephine Butler, 8 North View, Wimbledon, Londra

Nel 1915 l'LNA si fuse con l'International Abolitionist Federation per creare l'Association of Moral and Hygiene, che nel 1953 divenne la Josephine Butler Association. L'associazione, ancora attiva, si occupa della protezione delle "donne e i bambini trattenuti illegalmente, abusati o sfruttati da persone che ricavano un profitto dalla loro prostituzione"
Nel 2005 l'Università di Durham intitolò il College a Josephine Butler, mostrando il legame di Josephine e George con quell'area e con l'università. La Women's Library, alla London School of Economics and Political Science, possiede numerose collezioni su Josephine. Includono documenti della Ladies' National Association, più di 2 500 lettere e libri e opuscoli collezionati dalla Josephine Butler Society Library. Nel 2001, l'English Heritage pose una targa commemorativa nella sua residenza di Wimbledon; la sua vecchia casa di Cheltenham fu demolita negli anni 70 del '900, ma nel 2002 la Cheltenham Civic Society appose una targa nell'edificio che ora occupa quell'indirizzo.
Josephine fu una convinta femminista e una fervente cristiana, la sua frase preferita era "Dio e una donna fanno una maggioranza". Anche se convinta liberale, visse costanti tensioni tra la filosofia liberale e quella femminista. Secondo la storica del femminismo Caine, "Il liberalismo costituì la cornice per il lavoro sociale e politico di Josephine. Fu una parte integrante del suo femminismo". Josephine riuscì a risolvere il conflitto con le idee liberali sulla sessualità attraverso la religione.
Secondo Walkowitz, Josephine "spinse il femminismo liberale verso nuove direzioni, sviluppando teorie e metodi di riforma politica che interessarono anche le campagne future per l'emancipazione delle donne". Definì nuovi metodi di approccio e di protesta, spostando il dibattito dalla classe media alle discussioni pubbliche, stimolando la partecipazione di donne che prima non erano mai state coinvolte. Josephine avrebbe dato una nuova forma ai concetti di sesso e classe nella tarda Inghilterra vittoriana, e ispirato la politica internazionale e i nuovi Stati.

Numerosi storici considerano l'abrogazione delle Leggi sulle Malattie Contagiose una pietra miliare per la storia dell'emancipazione femminile. Secondo la storica Margaret Hamilton, la campagna mostrò che gli atteggiamenti nei confronti delle donne stavano cambiando. Secondo la studiosa di femminismo Sheila Jeffreys Josephine "fu una delle più coraggiose e più geniali femministe della storia". Millicent Garrett Fawcett scrisse di "essere convinta che Josephine dovrebbe essere collocata nella lista delle più illustri donne inglesi del diciannovesimo secolo". Il suo sconosciuto necrologista scrisse nel The Daily News che: